# Christian Ludwig Herzog zu Mecklenburg
Christian Ludwig Herzog zu Mecklenburg (* 29. September 1912 in Ludwigslust; † 18. Juli 1996 auf Gut Hemmelmark bei Eckernförde) war Sohn des letzten Großherzogs von Mecklenburg-Schwerin und von 1945 bis zu seinem Tode Vorsitzender des Mecklenburg-Schwerinschen Familienverbandes.

## Leben

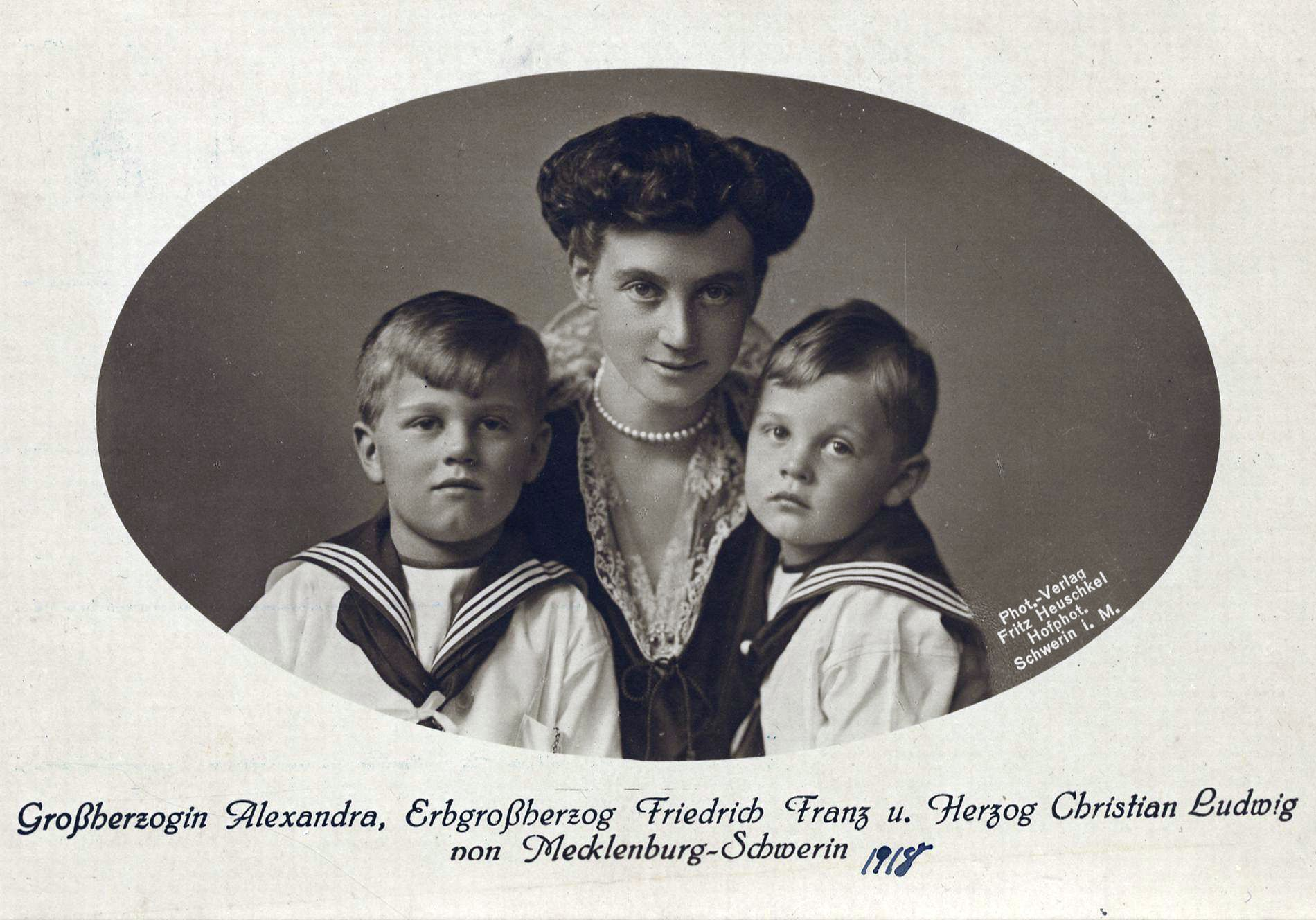
Christian Ludwig (rechts) mit seiner Mutter und seinem Bruder, Postkarte von 1918

Christian Ludwig entstammte dem Haus Mecklenburg, einer der ältesten deutschen Dynastien. Er war der zweite Sohn des Großherzogs Friedrich Franz IV. von Mecklenburg-Schwerin und der Prinzessin Alexandra von Cumberland, Braunschweig und Lüneburg. Eine Schwester seines Vaters, Cecilie, war die letzte deutsche Kronprinzessin, eine andere Alexandrine, Königin von Dänemark. Auf Einladung der letzteren ging die Familie nach der Novemberrevolution
ins dänische Exil, wo sie ein Jahr lang auf Schloss Sorgenfri, dem Sommersitz des  Königshauses, lebte. 1919 kehrte sie nach Mecklenburg in das Jagdschloss Gelbensande zurück. Ab 1921 lebte die Familie im Schloss Ludwigslust, die ihr das Land Mecklenburg-Schwerin als Residenz zuerkannt hatte.
Nach dem Abitur absolvierte Christian Ludwig eine land- und forstwirtschaftliche Ausbildung. Im Herbst 1935 trat er als Rekrut ins Reiterregiment 14 in Ludwigslust ein, mit dem er 1939 in den Zweiten Weltkrieg zog. Als Oberleutnant und Ordonnanzoffizier kämpfte er im Frankreichfeldzug und im Krieg gegen die Sowjetunion. 1944 wurde er aufgrund des Prinzenerlasses als Angehöriger eines vormals regierenden Hauses aus der Wehrmacht entlassen. In der Folge unterstützte er seinen Vater bei der Verwaltung der herzoglichen Güter. Dieser ernannte ihn kurz vor Kriegsende zum Vorsitzenden des Mecklenburg-Schwerinschen Familienverbandes.
Bei Kriegsende wurde Ludwigslust zunächst von den Amerikanern und später von den Briten besetzt, bald aber der sowjetischen Besatzungsmacht übergeben, sodass Christian Ludwig zunächst mit seiner Familie nach Schloss Glücksburg in Schleswig-Holstein ging. Bald kehrte er aber nach Ludwigslust zurück, um sich um den Familienbesitz zu kümmern, und wurde von der sowjetischen Militärbehörde gefangen genommen. Nach Gefangenschaft in Parchim, Godern, Schwerin und Potsdam wurde er nach Moskau geflogen, wo er in der Lubjanka zu 25 Jahren Haft als Mitglied einer Kaste, die immer schon Kriege geplant und ausgeführt hatte, verurteilt wurde.
Nach der Intervention Konrad Adenauers für die deutschen Kriegsgefangenen in der Sowjetunion wurde er 1953 entlassen und kehrte an Weihnachten 1953 zu seiner Familie nach Glücksburg zurück.
Am 5./11. Juli 1954 heiratete er dort Barbara Prinzessin von Preußen (1920–1994), die älteste Tochter von Sigismund Prinz von Preußen. Seit 1954 lebten sie gemeinsam auf Gut Hemmelmark in Schleswig-Holstein. In zahlreichen Reisen hielt er den Kontakt nach Mecklenburg und nahm unter anderem an öffentlichen Anlässen wie der Wiedereröffnung des Schweriner Theaters, der Doberaner Rennbahn sowie auch der Fahnenweihe zahlreicher örtlicher Schützenvereine teil.
Christian Ludwig war Ehrenkommendator des Johanniterordens. Er gehörte seit 1954 dem Geschäftsführenden Vorstand der Landsmannschaft Mecklenburg an und wurde später zum Ehrenvorsitzenden der Landsmannschaft ernannt.

## Nachkommen
Christian Ludwig und Barbara hatten zwei Töchter:
- Donata (* 11. März 1956 in Kiel), Bibliothekarin

⚭ 1987 Alexander von Solodkoff (* 1951) in London
- Edwina (* 25. September 1960 in Kiel)

⚭ 1995 Konrad von Posern (* 1964) in Eckernförde

## Sammlung Christian Ludwig Herzog zu Mecklenburg
Als Sammlung Christian Ludwig Herzog zu Mecklenburg wurden nach 1990 die erhaltenen Teile des 1945 enteigneten privaten Kunst- und Mobilienbesitzes des ehemaligen mecklenburgischen Fürstenhauses bezeichnet.
1997 wurde die Sammlung der Familie restituiert. Zu diesem Zeitpunkt umfasste sie 412 Objekte. Für 266 Kunstwerke räumte die Familie dem Land einen unentgeltlichen Nießbrauch bis zum 1. Dezember 2014 ein, 152 behielt sie für sich, von denen die meisten in den Folgejahren zur Versteigerung kamen.
Auf Empfehlung der Kulturstiftung der Länder ließ das Land Mecklenburg-Vorpommern 2012 die verbliebenen 266 Stücke der Sammlung Christian Ludwig Herzog zu Mecklenburg in das Verzeichnis national wertvollen Kulturguts eintragen.
Nach langen Verhandlungen, die von der Kulturstiftung der Länder koordiniert wurden, konnte eine Kaufvereinbarung über die Nießbrauch-Objekte getroffen werden. 252 Objekte gingen unmittelbar in Landesbesitz über, ebenso der erst ab 2011 inventarisierte Dachbodenfund von Schloss Ludwigslust mit insgesamt 323 Objekten. Weitere acht Kunstwerke behielt die Familie als Erinnerungsstücke, stellte sie aber teilweise als Dauerleihgaben dem Land für weitere 10 Jahre unentgeltlich zur Verfügung und räumte dem Land auf diese ein Vorkaufsrecht ein. Die Vertragsunterzeichnung fand am 26. Juni 2014 im Schweriner Schloss statt.
Die Sammlung soll in Zukunft als Sammlung Herzogliches Haus Mecklenburg-Schwerin bezeichnet werden.